# Parlamentswahl auf den Marshallinseln 2019
Die Parlamentswahl auf den Marshallinseln (General elections) 2019 wurde am 18. November 2019 auf den Marshallinseln durchgeführt. Gegner der Präsidentin Hilda Heine gewannen eine Mehrheit.

## Hintergrund
Die Wahlen 2015 führten zu einer bedeutenden Niederlage der Regierung unter Präsident Christopher Loeak; fünf Kabinettsminister verloren ihre Sitze. Nach den Wahlen wurde Casten Nemra am 4. Januar 2016 als Präsident gewählt mit nur einer Stimme Unterschied. Allerdings wurde er bereits zwei Wochen später durch ein Misstrauensvotum, welches mit 21 zu 12 Stimmen für seine Entlassung ausging, seines Amtes enthoben. Am 27. Januar 2016 wurde Hilda Heine zur ersten weiblichen Präsidentin des Landes gewählt. Sie überstand knapp ein Misstrauensvotum am 12. November 2018; Die Abstimmung war mit 16 zu 16 Stimmen unentschieden, da ein Mitglied der Legislative zur medizinischen Behandlung im Ausland war.

## Wahlsystem
Die 33 Mitglieder der Nitijeļā (Parlament) wurden in 19 Wahlkreisen mit nur einem Mitglied per First-past-Voting (Mehrheitswahl) und in fünf Wahlkreisen mit mehreren Mitgliedern und zwischen zwei und fünf Sitzen per Pluralitätsblockwahl gewählt.

## Ergebnis
| Wahlkreis                                              | Kandidat              | Stimmen | Anmerkungen                        |
| ------------------------------------------------------ | --------------------- | ------- | ---------------------------------- |
| Ailinglaplap (2)                                       | Christopher Loeak     | 702     | Wiedergewählt                      |
| Ailinglaplap (2)                                       | Alfred Alfred, Jr.    | 516     | Wiedergewählt                      |
| Ailinglaplap (2)                                       | Isaac Zackhras        | 249     |                                    |
| Arno (2)                                               | Jiba Kabua            | 512     | gewählt                            |
| Arno (2)                                               | Mike Halferty         | 418     | Wiedergewählt                      |
| Arno (2)                                               | Arthur Jetton         | 375     |                                    |
| Arno (2)                                               | Jejwarick Anton       | 343     | Abgewählt                          |
| Ailuk (1)                                              | Maynard Alfred        | 188     | Wiedergewählt                      |
| Ailuk (1)                                              | Hackney Takju         | 121     |                                    |
| Aur (1)                                                | Hilda Heine           | 292     | Wiedergewählt                      |
| Aur (1)                                                | Justin Lani           | 196     |                                    |
| Ebon (1)                                               | John Silk             | 276     | Wiedergewählt                      |
| Ebon (1)                                               | Neamon Neamon         | 128     |                                    |
| Eniwetok (1)                                           | Jack Ading            | 282     | Wiedergewählt                      |
| Eniwetok (1)                                           | Yoster John           | 60      |                                    |
| Jabwot (1)                                             | Kessai Note           |         | Wiedergewählt ohne Gegenkandidat   |
| Jaluit (2)                                             | Casten Nemra          | 580     | Wiedergewählt                      |
| Jaluit (2)                                             | Jemi Nashion          | 446     | Neugewählt                         |
| Jaluit (2)                                             | Daisy Alik-Momotaro   | 387     | Abgewählt                          |
| Kili/Bikini/Ejit (1)                                   | Peterson Jibas        | 284     | Gewählt                            |
| Kili/Bikini/Ejit (1)                                   | Eldon Note            | 204     | Abgewählt                          |
| Kwajalein (3)                                          | Michael Kabua         | 1.217   | Wiedergewählt                      |
| Kwajalein (3)                                          | Kitlang Kabua         | 931     | Neugewählt                         |
| Kwajalein (3)                                          | David Paul            | 817     | Wiedergewählt                      |
| Kwajalein (3)                                          | Alvin Jacklick        | 671     | Abgewählt                          |
| Lae (1)                                                | Thomas Heine          |         | Wiedergewählt ohne Gegenkandidaten |
| Lib (1)                                                | Joe Bejang            | 321     | Gewählt                            |
| Lib (1)                                                | Whitney Loeak         | 44      |                                    |
| Likiep (1)                                             | Donald Capelle        | 318     | Gewählt                            |
| Likiep (1)                                             | Tommy Kijiner, Jr.    | 238     |                                    |
| Majuro (5)                                             | Tony Muller           | 1.607   | Wiedergewählt                      |
| Majuro (5)                                             | Stephen Phillip       | 1.459   | Gewählt                            |
| Majuro (5)                                             | Sandy Alfred          | 1.382   | Gewählt                            |
| Majuro (5)                                             | Kalani Kaneko         | 1.379   | Wiedergewählt                      |
| Majuro (5)                                             | Brenson Wase          | 1.268   | Wiedergewählt                      |
| Majuro (5)                                             | David Kramer          | 1.242   | Abgewählt                          |
| Majuro (5)                                             | Yolanda Lodge-Ned     | 1.225   |                                    |
| Maloelap (1)                                           | Bruce Bilimon         | 304     | Wiedergewählt                      |
| Maloelap (1)                                           | Michael Konelios      | 172     |                                    |
| Mejit (1)                                              | Dennis Momotaro       | 287     | Wiedergewählt                      |
| Mejit (1)                                              | Helkena Anni          | 172     |                                    |
| Mili (1)                                               | Wilbur Heine          | 400     | Wiedergewählt                      |
| Mili (1)                                               | Joniton Lometo        | 200     |                                    |
| Namdrik (1)                                            | Wisely Zackhras       | 258     | Wiedergewählt                      |
| Namdrik (1)                                            | Hebel Luther          | 155     |                                    |
| Namu (1)                                               | Tony Aiseia           | 358     | Wiedergewählt                      |
| Namu (1)                                               | Ace Doulatram         | 326     |                                    |
| Rongelap (1)                                           | Kenneth Kedi          | 339     | Wiedergewählt                      |
| Rongelap (1)                                           | Hilton Tonton Kendall | 287     |                                    |
| Ujae (1)                                               | Atbi Riklon           | 190     | Wiedergewählt                      |
| Ujae (1)                                               | Waylon Muller         | 96      |                                    |
| Utrok (1)                                              | Hiroshi Yamamura      | 303     | Neugewählt                         |
| Utrok (1)                                              | Amenta Matthew        | 257     | Abgewählt                          |
| Wotho (1)                                              | David Kabua           | 120     | Wiedergewählt                      |
| Wotho (1)                                              | Samantha Samson       | 30      |                                    |
| Wotje (1)                                              | Ota Kisino            | 294     | Neugewählt                         |
| Wotje (1)                                              | John Kaiko            | 200     |                                    |
| Quelle: Info Marshall Islands. infomarshallislands.com |                       |         |                                    |

Hilda Heine und Kitlang Kabua waren die einzigen beiden gewählten Frauen, wobei Kabua mit 28 Jahren das jüngste Mitglied aller Zeiten im Parlament wurde.

## Präsidentschaftswahl
Die Amtsinhaberin Hilda Heine verlor gegen David Kabua, den Sohn des früheren und am längsten amtierenden Präsidenten Amata Kabua.
David Kabua erhielt als Mitglied der Opposition 20 Stimmen gegen Heine mit nur 12 Stimmen.